# قربانی (فیلم ۲۰۰۵)
«قربانی» (انگلیسی: The Sacrifice (2005 film)) فیلمی در ژانر ترسناک است.